# Ракитник (защитена местност)
 Тази статия е за защитената местност Ракитника.  За селищното образувание вижте Ракитника (област Варна).  За други значения вижте Ракитник.
Ракитника е защитена местност на около 2 km южно от селищно образувание Ракитника в община Варна. В близост се намира хижа Черноморец с обширен плаж.
Местността е обявена за защитена със Заповед на Министерския съвет № РД-534 от 25.09.1978 г., публикувана в бр. 86/1978 на Държавен вестник.